# Plateelbakkerij Tellus
Van Plateelbakkerij Tellus is heel weinig bekend. In de collectie van het Gemeentemuseum Den Haag bevindt zich een vaasje van plateel, circa 1910, met de signatuur: Plateelbakkerij Tellus RB 14. Dit is het enige object dat bekend is van deze plateelbakkerij.

Misschien heeft Plateelbakkerij Tellus nooit als zodanig bestaan. In dat geval vormt de signatuur een interessant pseudoniem. Tellus is Latijn voor: (de) aarde. Tevens is Tellus een Oud-Romeinse beschermgodin van de aarde.